# Socjalistyczny patriotyzm

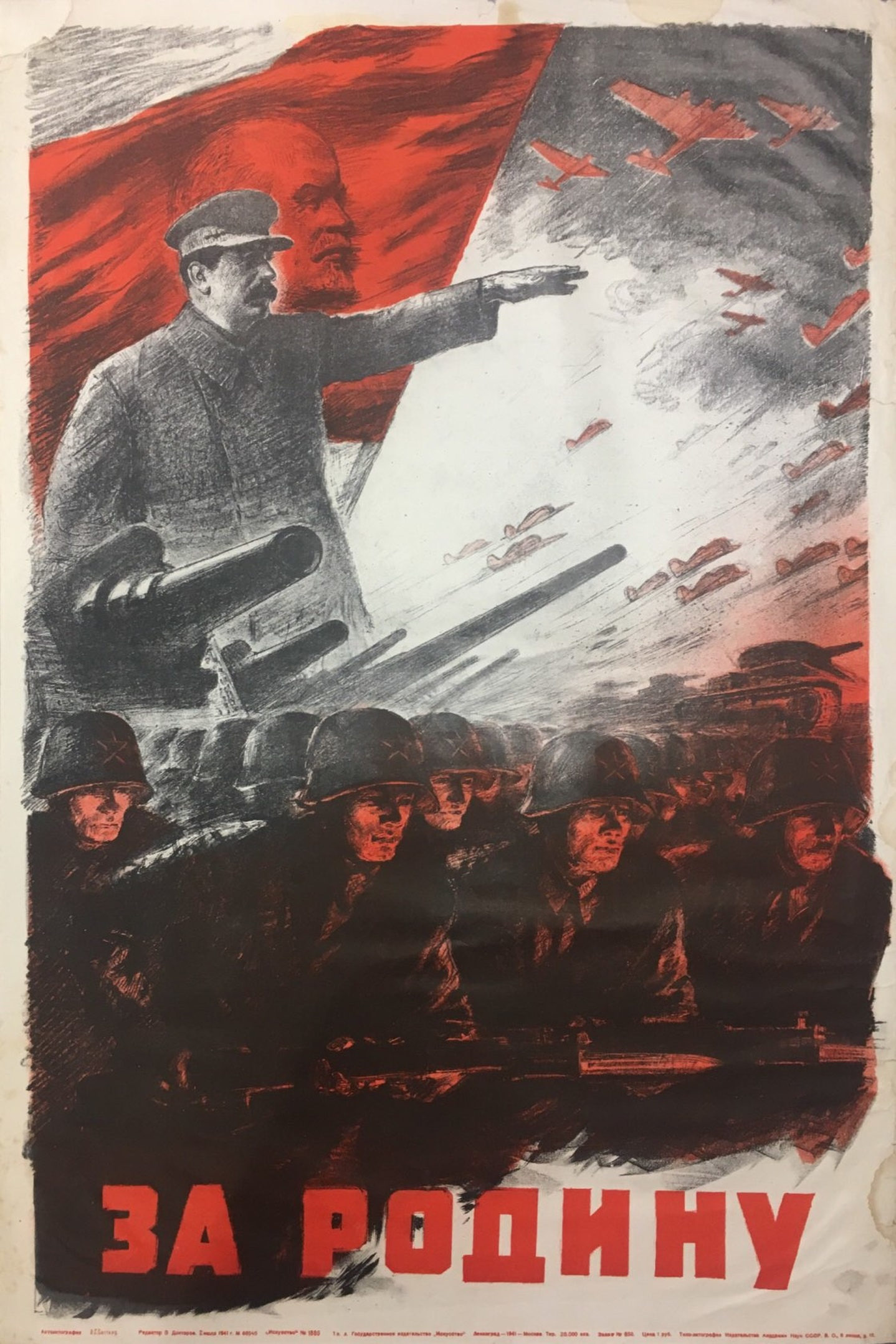
Za Ojczyznę – radziecki patriotyczny plakat propagandowy z okresu wielkiej wojny ojczyźnianej

Socjalistyczny patriotyzm – forma patriotyzmu głoszona przez ruchy marksistowsko-leninowskie. Zakłada umiłowanie do swojej ojczyzny przy jednoczesnym poparciu dla założeń ustroju socjalistycznego. Socjalistyczny patriotyzm zyskał na popularności podczas tak zwanej wielkiej wojny ojczyźnianej, kiedy Józef Stalin porzucił hasła internacjonalistyczne na rzecz haseł narodowych.